# Kongresshalle (Warschau)
Die Kongresshalle (pln. Sala Kongresowa) ist ein Veranstaltungsort in der polnischen Hauptstadt Warschau im Gebäudekomplex des Kulturpalastes.

## Geschichte

### Auftritt der Rolling Stones
Am 13. April 1967 traten die Rolling Stones, die im Rahmen ihrer Europa-Tournee unterwegs waren, dort auf.  Dies war der erste Auftritt einer weltbekannten Rockbands hinter dem Eisernen Vorhang. Die beiden Auftritte unterschieden sich von den bisherigen Konzerten der Rolling Stones: 3000 der 5000 Karten gingen kostenfrei an Parteifunktionäre und deren Familien und so spielten die Rolling Stones, statt vor kreischenden Teenies, mehrheitlich vor krawattetragenden älteren Herren und Familien. Vor dem Palast kam es zu heftigen Auseinandersetzungen zwischen der Polizei und Jugendlichen, die zum Konzert wollten.

### Renovierung
Schlagzeilen macht seit 2014 die Renovierung der Kongresshalle, an der schon zwei Firmen pleitegingen und über die gespöttelt wird, dass man zwar einen Palast in drei Jahren bauen können, aber für die Renovierung eines einzelnen Raums 5 Jahre und mehr benötige. Ursprünglich sollte die Renovierung zwei Jahre dauern und 45 Mio. Złoty kosten.

## Auftritte berühmter Musiker (Auswahl)
- Marlene Dietrich (1964 und 1966)
- King Crimson and Johnny Cash
- Procol Harum
- Pat Metheny
- The Rolling Stones (1967) Bob Dylan
- Paul Anka
- Charles Aznavour
- Juliette Greco
- Lou Reed
- Keith Jarrett
- Joe Cocker and Joan Baez
- Leonard Cohen (1985) and Jackie
- Patti Smith (2004)
- Kraftwerk (2004).